# Кутуково (Спасский район)
Кутуково — село в Спасском районе Рязанской области, административный центр Кутуковского сельского поселения.

## География
Село расположено в 9 км на северо-восток от райцентра города Спасск-Рязанский.

## История
Деревня Кутуково в приходе церкви села Устрань упоминается в писцовых книгах 1629-30 годов и окладных книгах 1676 года. 
В 1903 году в селе была построена церковь во имя Казанской иконы Божией Матери исключительно на средства прихожан, которые долго собирали на нее деньги. Деревянная церковь с такой же оградой и колокольней была покрыта железом. В 1913 году с разрешения преосвященнейшего Амвросия, епископа Михайловского, викария Рязанского, стены храма были обтянуты холстом, был окрашен потолок и внутренние стены храма, поновлен иконостас. Престол в храме был один: во имя иконы Казанской Божией Матери. В приходе была одна земская школа, в которой училось 300 мальчиков и девочек. 21.02.1940 г. церковь была закрыта и предназначена к слому.
В XIX — начале XX века деревня входила в состав Исадской волости Спасского уезда Рязанской губернии. В 1906 году в деревне было 339 дворов.
С 1929 года село являлось центром Кутуковского сельсовета Спасского района Рязанского округа Московской области, с 1937 года — в составе Рязанской области, с 2005 года — центр Кутуковского сельского поселения.
До 2011 года в селе действовала Кутуковская средняя общеобразовательная школа.

## Население
| 1859 | 1897  | 1906  | 2010 |
| ---- | ----- | ----- | ---- |
| 1574 | ↗2091 | ↗2683 | ↘670 |

## Инфраструктура
В селе имеются дом культуры, участковая больница, отделение почтовой связи.

## Достопримечательности
В селе расположена действующая деревянная Казанская церковь (2006)